# Leiningen-Hartenburg
Leiningen-Hartenburg fou el nom de tres línies comtals a Alemanya.
La primera línia comtal fou originada en la partició de la línia Leiningen-Dagsburg el 1343. La línia va heretar Aspremont (Mosa, França) per l'enllaç (1466) del comte Emich VII (+30 de març de 1495) amb Anna d'Autel.
El 1541 es va dividir en les línies segona de Leiningen-Hartenburg (II) i Leiningen-Falkenburg. El 1688 la línia segona de Leiningen-Hartenburg va comprar el comtat de Ricklingen i el 1722 es va tornar a dividir en les de Leiningen-Hartenburg (tercera) i de Leiningen-Bockenheim. La línia de Bockenheim es va extingir el 1747 i va tornar a la casa principal; la de Falkenburg es va dividir en les de Leiningen-Heidesheim, Leiningen-Guntersblum i Leiningen-Dagsburg. Aquesta darrera es va extingir i va passar a Leiningen-Guntersblum el 1709 però el 1774 fou assignada a Hartenburg (Leiningen-Guntersblun i Leiningen-Hildesheim, encara que el 1803 van canviar el nom, van existir fins al 1806)
Joan-Felip I (+ el 8 de setembre de 1562), fou el fundador de la segona línia d Leiningen-Hartenburg. Aquesta línia, tot i que dividida el 1722, va continuar com a tercera línia en la branca principal i Frederic Magnus, rebesnet de Joan Felip, fou reconegut príncep de l'Imperi el 26 de febrer de 1725 i confirmat el 22 de febrer de 1753; el seu successor carles Frederic Guillem va obtenir la ratificació de títol i blasó heraldic i la qualificació d'"Hochgeboren" el 3 de juliol de 1779. El 1801 va perdre les seves possessions a l'esquerra del Rin i fou compensat el 25 de febrer de 1803 amb Mosbach, Amorbach i Miltenberg. La línia fou mediatitzada el 1806. El darrer príncep sobirà Carles Frederic Guillem va morir el 1807.
Posteriorment els prínceps tingueren diversos càrrec hereditaris al regne de Baviera, el gran ducat de Hessen i el gran ducat de Baden

## Comtes de les tres línies successives de Leiningen-Hartenburg
- Emich IV 1343-1375
- Emich VI 1375-1442
- Emich VII 1442-1495 (senyor d'Aspemont des 1466)
- Bernat (associat) 1448-1495
- Emich VIII 1495-1528
- Emich IX 1528-1541
- Joan Felip I 1541-1562
- Emich XI 1562-1607
- Joan Felip II 1607-1643
- Frederic Emich 1643-1698
- Joan Frederic 1698-1722
- Frederic Magnus 1722-1756
- Carles Frederic Guillem (Príncep de l'Imperi 1779) 1756-1806